# Вагал рудохвостий
Вага́л рудохвостий (Neocossyphus rufus) — вид горобцеподібних птахів родини дроздових (Turdidae). Мешкає в Центральній і Східній Африці.

## Підвиди
Виділяють два підвиди:
- N. r. gabunensis Neumann, 1908 — поширений від південного Камеруну і Габону до північних районів ДР Конго і західної Уганди;
- N. r. rufus (Fischer, GA, 1884) — поширений на сході Кенії і Танзанії.

## Поширення і екологія
Рудохвості вагали живуть в тропічних рівнинних і заболочених лісах.